# Big Bash League 2022/23
Die Big Bash League 2022/23 war die zwölfte Saison dieser australischen Twenty20-Cricket-Meisterschaft. Das Turnier fand vom 13. Dezember 2022 bis zum 4. Februar 2023 statt. Im Finale konnten sich die Perth Scorchers mit 5 Wickets gegen die Brisbane Heat durchsetzen.

## Franchises
Seit der Gründung der Liga nehmen acht Franchises an dem Turnier teil.
| Franchise           | Farbe          | Stadt     | Heimstadion              |
| ------------------- | -------------- | --------- | ------------------------ |
| Adelaide Strikers   | Blau           | Adelaide  | Adelaide Oval            |
| Brisbane Heat       | Türkis         | Brisbane  | The Gabba                |
| Hobart Hurricanes   | Lila           | Hobart    | Blundstone Arena         |
| Melbourne Renegades | Rot            | Melbourne | Marvel Stadium           |
| Melbourne Stars     | Grün           | Melbourne | Melbourne Cricket Ground |
| Perth Scorchers     | Orange         | Perth     | Optus Stadium            |
| Sydney Sixers       | Pink           | Sydney    | Sydney Cricket Ground    |
| Sydney Thunder      | Electric Green | Sydney    | Spotless Stadium         |

## Format
Die acht Franchises spielten in einer Gruppe gegen jedes andere Team jeweils zwei Mal. Die fünf Erstplatzierten der Gruppe qualifizierten sich für die Playoffs, die im Page-Playoff-System ausgetragen wurden.

## Kaderlisten
Die Teams benannten die folgenden Kader.
| Twenty20 | Twenty20 | Twenty20 | Twenty20 |
| Adelaide Strikers | Brisbane Heat | Hobart Hurricanes | Melbourne Renegades |
| --- | --- | --- | --- |
| - Travis Head (K) - Wes Agar - Cameron Boyce - Alex Carey - Harry Conway - Colin de Grandhomme - Ryan Gibson - Adam Hose - Henry Hunt - Thomas Kelly - Rashid Khan - Chris Lynn - Ben Manenti - Harry Nielsen - Matt Short - Peter Siddle - Henry Thorton - Jake Weatherald                          | - Usman Khawaja (K) - Xavier Bartlett - James Bazley - Sam Billings - Max Bryant - Sam Hain - Sam Heazlett - Spencer Johnson - Matthew Kuhnemann - Marnus Labuschagne - Colin Munro - Michael Neser - Jimmy Peirson - Will Prestwidge - Matthew Renshaw - Mark Steketee - Mitchell Swepson - Ross Whiteley - Jack Wildermuth | - Asif Ali - Faheem Ashraf - Tim David - Nathan Ellis - Caleb Jewell - Shadab Khan - Ben McDermott - Riley Meredith - Mitch Owen - Joel Paris - Wil Parker - D'Arcy Short - Matthew Wade - Billy Stanlake - Paddy Dooley - Chris Tremain - Iain Carlisle - Mac Wright - Zak Crawley - Jimmy Neesham | - Nic Maddinson (K) - Zak Evans - Aaron Finch - Akeal Hosein - Jake Fraser-McGurk - Martin Guptill - Peter Handscomb - Sam Harper - Marcus Harris - Mackenzie Harvey - Ruwantha Kellapotha - Shaun Marsh - David Moody - Jack Prestwidge - Mujeeb Ur Rahman - Kane Richardson - Andre Russell - Tom Rogers - Will Sutherland - Jon Wells |
| Melbourne Stars | Perth Scorchers | Sydney Sixers | Sydney Thunder |
| - Adam Zampa - Joe Burns - Hilton Cartwright - Joe Clarke - Brody Couch - Nathan Coulter-Nile - Sam Elliott - Liam Hatcher - Clint Hinchliffe - Campbell Kellaway - Nick Larkin - Glenn Maxwell - Cam McClure - Tom O’Connell - Tom Rogers - Marcus Stoinis - Beau Webster - Trent Boult - Luke Wood | - Ashton Turner (K) - Ashton Agar - Cameron Bancroft - Jason Behrendorff - Cooper Connolly - Faf du Plessis - Stephen Eskinazi - Cameron Green - Aaron Hardie - Peter Hatzoglou - Nick Hobson - Josh Inglis - Matt Kelly - Adam Lyth - Hamish McKenzie - Tymal Mills - Lance Morris - Jhye Richardson                        | - Sean Abbott - Jackson Bird - Dan Christian - Ben Dwarshuis - Jack Edwards - Mickey Edwards - Moises Henriques - Daniel Hughes - Hayden Kerr - Nathan Lyon - Izharulhaq Naveed - Chris Jordan - Steve O’Keefe - Kurtis Patterson - Josh Philippe - Jordan Silk - James Vince - Steve Smith         | - Jason Sangha (K) - Ben Cutting - Oliver Davies - Brendan Doggett - Fazalhaq Farooqi - Matthew Gilkes - Chris Green - Alex Hales - Baxter Holt - Nathan McAndrew - Usman Qadir - Alex Ross - Rilee Rossouw - Daniel Sams - Gurinder Sandhu - Tanveer Sangha - David Warner                                                              |

## Gruppenphase
Tabelle
| Teams               | Sp. | S  | N  | U | R | NR | BP | Punkte | NRR    |
| ------------------- | --- | -- | -- | - | - | -- | -- | ------ | ------ |
| Perth Scorchers     | 14  | 11 | 3  | 0 | 0 | 0  | 0  | 22     | +1.205 |
| Sydney Sixers       | 14  | 10 | 3  | 0 | 0 | 1  | 0  | 21     | +0.846 |
| Melbourne Renegades | 14  | 7  | 7  | 0 | 0 | 0  | 0  | 14     | –0.027 |
| Sydney Thunder      | 14  | 7  | 7  | 0 | 0 | 0  | 0  | 14     | –0.716 |
| Brisbane Heat       | 14  | 6  | 7  | 0 | 0 | 1  | 0  | 13     | –0.483 |
| Hobart Hurricanes   | 14  | 6  | 8  | 0 | 0 | 0  | 0  | 12     | –0.340 |
| Adelaide Strikers   | 14  | 5  | 9  | 0 | 0 | 0  | 0  | 10     | –0.151 |
| Melbourne Stars     | 14  | 3  | 11 | 0 | 0 | 0  | 0  | 6      | –0.287 |

Spiele
| 13. Dezember Scorecard | Canberra | Melbourne Stars 122-8 (20)          | – | Sydney Thunder 123-9 (20) |
|                        |          | Sydney Thunder gewinnt mit 1 Wicket |   |                           |

| 14. Dezember Scorecard | Adelaide | Adelaide Strikers 184-6 (20)          | – | Sydney Sixers 133-7 (20) |
|                        |          | Adelaide Strikers gewinnt mit 51 Runs |   |                          |

| 15. Dezember Scorecard | Cairns | Melbourne Renegades 166-7 (20)          | – | Brisbane Heat 144-6 (20) |
|                        |        | Melbourne Renegades gewinnt mit 22 Runs |   |                          |

| 16. Dezember Scorecard | Melbourne | Melbourne Stars 183-5 (20)          | – | Hobart Hurricanes 145-9 (20) |
|                        |           | Melbourne Stars gewinnt mit 38 Runs |   |                              |

| 16. Dezember Scorecard | Sydney | Adelaide Strikers 139-9 (20)           | – | Sydney Thunder 15 (5.5) |
|                        |        | Adelaide Strikers gewinnt mit 124 Runs |   |                         |

| 17. Dezember Scorecard | Perth | Perth Scorchers 155-9 (20)          | – | Sydney Sixers 117 (20) |
|                        |       | Perth Scorchers gewinnt mit 38 Runs |   |                        |

| 18. Dezember Scorecard | Melbourne (DS) | Sydney Thunder 174-6 (20)                 | – | Melbourne Renegades 175-6 (19.5) |
|                        |                | Melbourne Renegades gewinnt mit 4 Wickets |   |                                  |

| 19. Dezember Scorecard | Launceston | Hobart Hurricanes 172-8 (20)         | – | Perth Scorchers 164-8 (20) |
|                        |            | Hobart Hurricanes gewinnt mit 8 Runs |   |                            |

| 20. Dezember Scorecard | Adelaide | Sydney Thunder 150-5 (20)               | – | Adelaide Strikers 151-4 (18.4) |
|                        |          | Adelaide Strikers gewinnt mit 6 Wickets |   |                                |

| 21. Dezember Scorecard | Geelong | Brisbane Heat 137-8 (20)                  | – | Melbourne Renegades 139-6 (19.2) |
|                        |         | Melbourne Renegades gewinnt mit 4 Wickets |   |                                  |

| 22. Dezember Scorecard | Sydney | Sydney Sixers 137-6 (14/14)      | – | Hobart Hurricanes 131-7 (14/14) |
|                        |        | Sydney Sixers gewinnt mit 6 Runs |   |                                 |

| 23. Dezember Scorecard | Melbourne | Perth Scorchers 229-7 (20)          | – | Melbourne Stars 168-8 (20) |
|                        |           | Perth Scorchers gewinnt mit 61 Runs |   |                            |

| 23. Dezember Scorecard | Brisbane | Brisbane Heat 166-9 (20)         | – | Adelaide Strikers 160-9 (20) |
|                        |          | Brisbane Heat gewinnt mit 6 Runs |   |                              |

| 24. Dezember Scorecard | Hobart | Hobart Hurricanes 122 (18)           | – | Melbourne Renegades 114 (19.2) |
|                        |        | Hobart Hurricanes gewinnt mit 8 Runs |   |                                |

| 26. Dezember Scorecard | Sydney | Melbourne Stars 150-5 (20)          | – | Sydney Sixers 151-3 (19.1) |
|                        |        | Sydney Sixers gewinnt mit 7 Wickets |   |                            |

| 26. Dezember Scorecard | Perth | Adelaide Strikers 133-7 (20)          | – | Perth Scorchers 136-7 (19.1) |
|                        |       | Perth Scorchers gewinnt mit 3 Wickets |   |                              |

| 27. Dezember Scorecard | Sydney | Brisbane Heat 121-3 (20)             | – | Sydney Thunder 124-0 (11.4) |
|                        |        | Sydney Sixers gewinnt mit 10 Wickets |   |                             |

| 28. Dezember Scorecard | Canberra | Sydney Sixers 149-8 (20)          | – | Melbourne Renegades 115 (19) |
|                        |          | Sydney Sixers gewinnt mit 34 Runs |   |                              |

| 29. Dezember Scorecard | Carrara | Sydney Thunder 182-6 (20)          | – | Brisbane Heat 171-9 (20) |
|                        |         | Sydney Thunder gewinnt mit 11 Runs |   |                          |

| 29. Dezember Scorecard | Perth | Melbourne Stars 135 (20)              | – | Perth Scorchers 136-4 (17.3) |
|                        |       | Perth Scorchers gewinnt mit 6 Wickets |   |                              |

| 30. Dezember Scorecard | Geelong | Melbourne Renegades 124-7 (20)      | – | Sydney Sixers 126-4 (17.4) |
|                        |         | Sydney Sixers gewinnt mit 6 Wickets |   |                            |

| 31. Dezember Scorecard | Albury | Sydney Thunder 228-6 (20)         | – | Hobart Hurricanes 166 (17) |
|                        |        | Sydney Sixers gewinnt mit 62 Runs |   |                            |

| 31. Dezember Scorecard | Adelaide | Melbourne Stars 186-7 (20)         | – | Adelaide Strikers 178-5 (20) |
|                        |          | Melbourne Stars gewinnt mit 8 Runs |   |                              |

| 1. Januar Scorecard | Melbourne | Melbourne Renegades 155-6 (20)        | – | Perth Scorchers 156-5 (19.4) |
|                     |           | Perth Scorchers gewinnt mit 5 Wickets |   |                              |

| 1. Januar Scorecard | Brisbane | Brisbane Heat 224-5 (20)          | – | Sydney Sixers 209 (20) |
|                     |          | Brisbane Heat gewinnt mit 15 Runs |   |                        |

| 2. Januar Scorecard | Hobart | Adelaide Strikers 177-6 (20)            | – | Hobart Hurricanes 178-3 (17.2) |
|                     |        | Hobart Hurricanes gewinnt mit 7 Wickets |   |                                |

| 3. Januar Scorecard | Melbourne | Melbourne Renegades 141-7 (20)          | – | Melbourne Stars 108-9 (20) |
|                     |           | Melbourne Renegades gewinnt mit 33 Runs |   |                            |

| 4. Januar Scorecard | Sydney | Brisbane Heat 147-6 (13/13) | – | Sydney Sixers |
|                     |        | No Result                   |   |               |

| 4. Januar Scorecard | Sydney | Perth Scorchers 142-9 (20)           | – | Sydney Thunder 143-4 (17) |
|                     |        | Sydney Thunder gewinnt mit 6 Wickets |   |                           |

| 5. Januar Scorecard | Adelaide | Hobart Hurricanes 229-4 (20)            | – | Adelaide Strikers 230-3 (19.3) |
|                     |          | Adelaide Strikers gewinnt mit 7 Wickets |   |                                |

| 6. Januar Scorecard | Melbourne | Melbourne Stars 173-5 (20)          | – | Sydney Sixers 176-4 (19.5) |
|                     |           | Sydney Sixers gewinnt mit 6 Wickets |   |                            |

| 7. Januar Scorecard | Melbourne | Hobart Hurricanes 162-8 (20)              | – | Melbourne Renegades 164-4 (18.1) |
|                     |           | Melbourne Renegades gewinnt mit 6 Wickets |   |                                  |

| 7. Januar Scorecard | Perth | Brisbane Heat 171-9 (20)              | – | Perth Scorchers 173-3 (16.3) |
|                     |       | Perth Scorchers gewinnt mit 7 Wickets |   |                              |

| 8. Januar Scorecard | Sydney | Sydney Thunder 133-8 (20)           | – | Sydney Sixers 134-3 (16.2) |
|                     |        | Sydney Sixers gewinnt mit 7 Wickets |   |                            |

| 9. Januar Scorecard | Hobart | Melbourne Stars 131-7 (20)              | – | Hobart Hurricanes 133-8 (17.4) |
|                     |        | Hobart Hurricanes gewinnt mit 2 Wickets |   |                                |

| 10. Januar Scorecard | Adelaide | Adelaide Strikers 202-4 (20)          | – | Melbourne Renegades 182-6 (20) |
|                      |          | Adelaide Strikers gewinnt mit 20 Runs |   |                                |

| 11. Januar Scorecard | Brisbane | Brisbane Heat 155-6 (20)              | – | Perth Scorchers 157-2 (16.2) |
|                      |          | Perth Scorchers gewinnt mit 8 Wickets |   |                              |

| 12. Januar Scorecard | Melbourne | Adelaide Strikers 108 (19.2)          | – | Melbourne Stars 109-1 (14.3) |
|                      |           | Melbourne Stars gewinnt mit 9 Wickets |   |                              |

| 13. Januar Scorecard | Sydney | Sydney Thunder 111 (19)               | – | Perth Scorchers 112-1 (12.5) |
|                      |        | Perth Scorchers gewinnt mit 9 Wickets |   |                              |

| 14. Januar Scorecard | Adelaide | Brisbane Heat 154 (19.4)          | – | Adelaide Strikers 137-9 (20) |
|                      |          | Brisbane Heat gewinnt mit 17 Runs |   |                              |

| 14. Januar Scorecard | Melbourne | Melbourne Renegades 162-7 (20)         | – | Melbourne Stars 156-7 (20) |
|                      |           | Melbourne Renegades gewinnt mit 6 Runs |   |                            |

| 15. Januar Scorecard | Hobart | Sydney Thunder 135 (20)                 | – | Hobart Hurricanes 136-5 (16.1) |
|                      |        | Hobart Hurricanes gewinnt mit 5 Wickets |   |                                |

| 15. Januar Scorecard | Sydney | Sydney Sixers 151-5 (20)         | – | Perth Scorchers 145-7 (20) |
|                      |        | Sydney Sixers gewinnt mit 6 Runs |   |                            |

| 16. Januar Scorecard | Melbourne | Melbourne Stars 159-7 (20)          | – | Brisbane Heat 160-7 (20) |
|                      |           | Brisbane Heat gewinnt mit 3 Wickets |   |                          |

| 17. Januar Scorecard | Coffs Harbour | Sydney Sixers 204-5 (20)          | – | Adelaide Strikers 144 (19) |
|                      |               | Sydney Sixers gewinnt mit 59 Runs |   |                            |

| 18. Januar Scorecard | Perth | Hobart Hurricanes 146-9 (20)          | – | Perth Scorchers 147-3 (17.3) |
|                      |       | Perth Scorchers gewinnt mit 7 Wickets |   |                              |

| 19. Januar Scorecard | Canberra | Melbourne Renegades 142-9 (20)       | – | Sydney Thunder 144-2 (18.3) |
|                      |          | Sydney Thunder gewinnt mit 8 Wickets |   |                             |

| 20. Januar Scorecard | Adelaide | Adelaide Strikers 92 (17)             | – | Perth Scorchers 94-3 (11.1) |
|                      |          | Perth Scorchers gewinnt mit 7 Wickets |   |                             |

| 20. Januar Scorecard | Brisbane | Brisbane Heat 162-6 (20)          | – | Hobart Hurricanes 150-6 (20) |
|                      |          | Brisbane Heat gewinnt mit 12 Runs |   |                              |

| 21. Januar Scorecard | Sydney | Sydney Sixers 187-2 (19/19)        | – | Sydney Thunder 62 (14.4/19) |
|                      |        | Sydney Sixers gewinnt mit 125 Runs |   |                             |

| 22. Januar Scorecard | Brisbane | Brisbane Heat 188-4 (20)         | – | Melbourne Stars 184-3 (20) |
|                      |          | Brisbane Heat gewinnt mit 4 Runs |   |                            |

| 22. Januar Scorecard | perth | Perth Scorchers 212-5 (20)          | – | Melbourne Renegades 202-5 (20) |
|                      |       | Perth Scorchers gewinnt mit 10 Runs |   |                                |

| 23. Januar Scorecard | Hobart | Sydney Sixers 180-7 (20)          | – | Hobart Hurricanes 156-8 (20) |
|                      |        | Sydney Sixers gewinnt mit 24 Runs |   |                              |

| 24. Januar Scorecard | Melbourne | Adelaide Strikers 142-7 (20)              | – | Melbourne Renegades 143-4 (18.2) |
|                      |           | Melbourne Renegades gewinnt mit 6 Wickets |   |                                  |

| 25. Januar Scorecard | Launceston | Hobart Hurricanes 120-9 (20)         | – | Brisbane Heat 118-8 (20) |
|                      |            | Hobart Hurricanes gewinnt mit 2 Runs |   |                          |

| 25. Januar Scorecard | Melbourne | Melbourne Stars 119-7 (20)           | – | Sydney Thunder 120-7 (18.5) |
|                      |           | Sydney Thunder gewinnt mit 3 Wickets |   |                             |

## Playoffs

### Spiel A
| 27. Januar Scorecard | Sydney | Brisbane Heat 203-5 (20)                      | – | Sydney Thunder 52-1 (6.5/6.5) |
|                      |        | Brisbane Heat gewinnt mit 8 Runs (D/L method) |   |                               |

### Spiel B
| 28. Januar Scorecard | Perth | Sydney Sixers 151-8 (20)              | – | Perth Scorchers 154-3 (18.3) |
|                      |       | Perth Scorchers gewinnt mit 7 Wickets |   |                              |

### Spiel C
| 29. Januar Scorecard | Melbourne | Melbourne Renegades 162-5 (20)      | – | Brisbane Heat 164-3 (18.5) |
|                      |           | Brisbane Heat gewinnt mit 7 Wickets |   |                            |

### Spiel D
| 2. Februar Scorecard | Sydney | Sydney Sixers 116-9 (20)            | – | Brisbane Heat 117-6 (18.2) |
|                      |        | Brisbane Heat gewinnt mit 4 Wickets |   |                            |

### Finale
| 4. Februar Scorecard | Perth | Brisbane Heat 175-7 (20)              | – | Perth Scorchers 178-5 (19.2) |
|                      |       | Perth Scorchers gewinnt mit 5 Wickets |   |                              |